# フィリピン語群
フィリピン語群（フィリピンごぐん、Philippine languages）は、フィリピンおよびインドネシアのスラウェシ島北部などで話されるオーストロネシア語族・マレー・ポリネシア語派に属す言語群。en:Robet Blustによって1991年に提唱された。フィリピンは、オーストロネシア語族の拡散の中心地、台湾の近くにあるが、言語数は150ほどで多様性は高くはない。これは初期の多様性が現在のフィリピン諸語の元になった言語によって消し去られたことを示唆する。フィリピン諸語は台湾諸語を除くとオーストロネシア語族の最古の言語であり、スンダ・スラウェシ諸語で失われた、オーストロネシア祖語のシュワーやd–rの音韻対応が保存されている。また文法的特徴として、動詞の接辞と「焦点」標識との呼応で格が表示される。

## 下位言語
- 北部フィリピン諸語
  - バタン諸語（英語版）
    - タオ語（ヤミ語）
    - イヴァターヌン語

  - 北部ルソン諸語（英語版）
    - イロカノ語

  - 中央ルソン諸語（英語版）
    - パンパンガ語
- 中央フィリピン諸語（英語版）
  - タガログ語
  - フィリピン語
  - ヴィサヤ諸語（英語版）
    - セブアノ語
    - ワライ語
    - ビコール語
    - ヒリガイノン語（イロンゴ語）
    - タウスグ語
    - アクラノン語

  - パラワン語群（英語版）
- カラミア諸語（英語版） (Calamian Tagbanwa) - Tagbanwa people
  - en:Aborlan Tagbanwa language
  - en:Calamian Tagbanwa language
  - en:Central Tagbanwa language
  - en:Agutaynen language
- ミンダナオ諸語（英語版）（南部フィリピン諸語）
  - ダナオ諸語（英語版）
    - マギンダナオ語
    - マラナオ語

## 位置付けが未確定のもの
- サンギル語群（英語版）
- ミナハサ語群（英語版） - スラウェシ島北東部の北スラウェシ州に限られた言語群。Adriani や S. J. Esser のようにフィリピン諸語に含めた者もいるが、Dyen (1965) のようにトンテンボアン語をフィリピン諸語との関連性が薄く、直接的にマレー・ポリネシア系の下と位置付けた学者もおり、このまとまりを重点的に研究したジェームズ・スネドン（英語版）はフィリピン諸語との関係性どころかマレー・ポリネシア語派との関連性についてすら結論を出すことを避けている[3]。
  - トンサワン語（英語版）
  - トンテンボアン語
  - トムブル語（英語版）
  - トンセア語（英語版）
  - トンダノ語

## 関連文献
- Dyen, Isidore (1965). “A Lexicostatistical Classification of the Austronesian Languages”. International Journal of American Linguistics Memoir 19 (31/1).